# Стойко Сакалиев
Стойко Маринов Сакалиев е български футболист, бивш национал, нападател. От 16 юли 2021 г. е администратор в ПФК ЦСКА (София)..

## Биография и кариера
Роден е на 25 март 1979 г. в град Бургас.
Започва своята кариера в ДЮШ на Нефтохимик (Бургас), като последователно преминава през всички гарнитури на школата. Подписва първи професионален отговор с отбора на Нефтохимик (Бургас), където има 136 мача, преди да премине през 2004 г. в отбора на ПФК ЦСКА (София).
Има 4 мача за националния отбор по футбол на България.
В началото на 2006 се контузва тежко, като едва в началото на 2007 започва да тренира пълноценно.
На 13 август 2007 обявява че ще прекрати футболната си кариера. Впоследствие обаче размисля. От началото на септември е даден под наем в Локо (Пловдив). От лятото на 2008 г. преминава във варненския ПФК Спартак (Варна).
През 2010 година подписва договор с Академик (София) за срок от 2 години, но след като отборът изпада в Западната „Б“ ПФГ напуска и се завръща в родния Нефтохимик.
От 2012 играе за малтийския Керчем Аякс.
От 2015 г. до 2016 г. играе за новосформирания ФК Черноморец 1919.
От 2020 г. до 2021 е помощник-треньор на Септември (Симитли).
От 16 юли 2021 е администратор в ЦСКА (София).

## Личен живот
Pоден е в семейството на известния колоездач Марин Сакалиев и неговата съпруга Любомилка Кацарска, която е дългогодишен състезател по ски бягане, многократна републиканска шампионка.
Негова първа братовчедка е попфолк певицата Гергана.

## Статистика по сезони
- Нефтохимик – 1996/1997 – 7 мача/5 гола
- Нефтохимик – 1998/1999 – 23/10
- Нефтохимик – 1999/2000 – 14/8
- Нефтохимик – 2000/2001 – 18/7
- Нефтохимик – 2001/2002 – 33/19
- Нафтекс – 2002/2003 – 24/10
- Нафтекс/ЦСКА – 2003/2004 – 27/15
- ЦСКА/Нафтекс – 2004/2005 – 27/11
- ЦСКА – 2005/2006 – 30/20
- ЦСКА – 2006/2007 – 14/9
- Локомотив (Пловдив) – 2007/2008 – 13/5
- Спартак (Варна) – 2008/2009 – 23/4
- Арка (Гдиня) – 2009/2010 – 13/7
- Академик (София) – 2010/2011 – 18/3
- Нефтохимик (Бургас) – 2011/2012 – 22/6
- Керчем Аякс – 2012/2013 – 26/15
- ФК Черноморец 1919 – 2015/2016 – 3/3